# Meir Shamgar
Meir Shamgar, né Meir Sternberg à Danzig (ville libre de Dantzig) le 13 août 1925 et mort le 18 octobre 2019 en Israël, est le président de la Cour suprême d'Israël de 1983 à 1995.

## Biographie

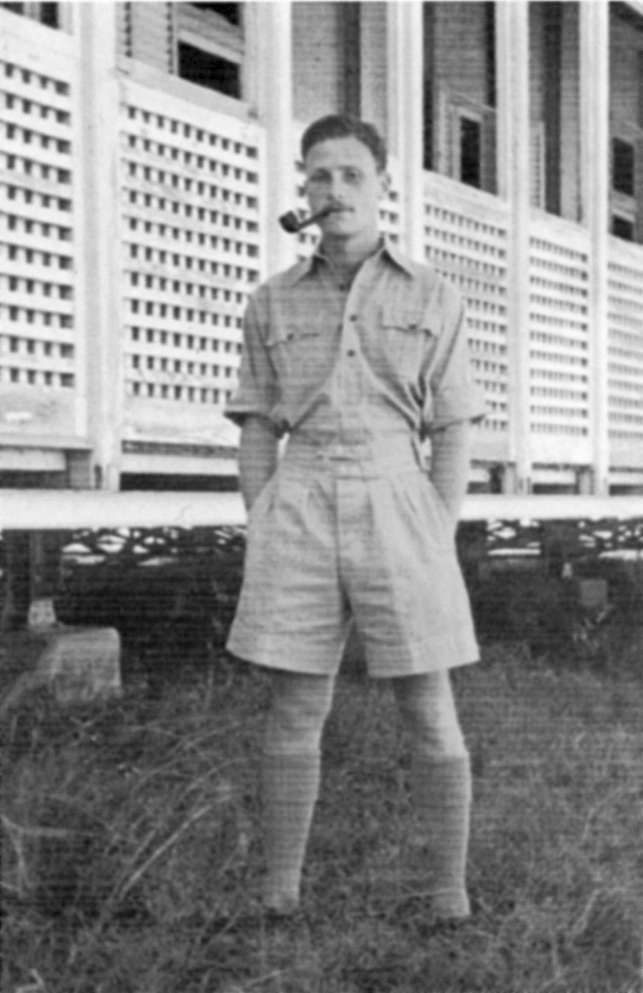
Meir Shamgar détenu en Érythrée italienne (1946).

Meir Shamgar étudie l'histoire et la philosophie à l'université hébraïque de Jérusalem puis le droit à l'université de Londres. Au cours de son service militaire, il atteint le grade de Brigadier général.
En 1996, Meir Shamgar dirige la commission d'enquête sur l'assassinat du Premier ministre Yitzhak Rabin.
Il décède le 18 octobre 2019.